# Incognito (film, 1958)
Pour les articles homonymes, voir Incognito.
Pour plus de détails, voir Fiche technique et Distribution.
Incognito (ou Les Femmes aiment ça) est un film français réalisé par Patrice Dally, sorti en 1958.

## Synopsis
Bob Stanley (Eddie Constantine) était un agent secret pendant la deuxième guerre mondiale en France. Après la guerre il retourne dans ce pays en tant que consultant : en réalité il travaille pour le FBI, à la recherche de  faux-monnayeurs.

## Fiche technique
- Titre : Incognito
- Titre alternatif : Les Femmes aiment ça
- Réalisation : Patrice Dally
- Scénario : Albert Simonin
- Photographie : Michel Kelber
- Montage : Claude Nicole
- Musique : Raymond Lefèvre
- Décors : René Moulaert
- Son : Jacques Lebreton
- Sociétés de production : Hoche Productions et Les Films Odéon
- Pays :  France
- Format : Noir et blanc — 35 mm — 2,35:1 — Son : Mono
- Genre : Film d'espionnage
- Durée : 100 minutes (1 h 40)
- Date de sortie : 
  - France : 9 avril 1958

## Distribution
- Eddie Constantine : Robert "Bob" Stanley
- Danik Patisson : Barbara
- Gaby André : Hilda Porenson
- Tilda Thamar : Irène
- Darío Moreno : Fernando
- André Valmy : l’inspecteur Laroche
- Liliane Brousse : la soubrette
- Moustache_(acteur) : le chauffeur de taxi
- Jean Hébey : le directeur du cabaret
- Roger Carel : un agent
- Henri Cogan : Antoine
- William Marshall : White
- Charles Bouillaud : un agent
- René Havard : un homme de main
- André Bervil : Paulo
- Emile Genevois : un rabatteur